# YHLQMDLG
YHLQMDLG (afkorting voor Yo Hago Lo Que Me Da La Gana, vertaling: "Ik doe wat ik wil") is het tweede solo-studioalbum en het derde in totaal van de Puerto Ricaanse rapper en zanger Bad Bunny. Het werd uitgebracht op 29 februari 2020 door Rimas Entertainment. De muziekstijl van het album is sterk beïnvloed door "old-school" reggaeton, en bevat gastoptredens van Daddy Yankee, Yaviah, Ñengo Flow, Sech, Mora, Jowell & Randy, Anuel AA, Myke Towers, Kendo Kaponi, Arcángel, Duki en Pablo Chill-E.
Het album kwam binnen op nummer twee in de Amerikaanse Billboard 200 en was op dat moment het hoogst genoteerde volledig Spaanse album ooit, tot de release van zijn derde album, El Último Tour Del Mundo. YHLQMDLG werd Spotify's meest gestreamde album wereldwijd van 2020 en won de prijs voor Beste Latijns-Amerikaanse Pop- of Urbanalbum bij de 63e jaarlijkse Grammy Awards.

## Achtergrond en singles
Vete werd uitgebracht als de eerste single van het album op 22 november 2019. De albumtitel werd voor het eerst genoemd in de bijbehorende videoclip. De tweede single Ignorantes met de Panamese zanger Sech kwam uit op 14 februari 2020. Bad Bunny kondigde het album aan op 27 februari 2020 en verklaarde dat het op schrikkeldag 2020 zou worden uitgebracht.

## Prijzen
| Jaar | Prijs                 | Categorie                        | Resultaat |
| ---- | --------------------- | -------------------------------- | --------- |
| 2021 | Grammy Latinos        | Beste latijns-pop of urban album | Winnaar   |
| 2021 | Premios lo nuestro    | Bete album van het jaar          | Winnaar   |
| 2021 | Billboard Music Award | Beste latijnse album             | Winnaar   |
| 2020 | American Music Award  | Favoriete latijnse album         | Winnaar   |

## Track listing
| 1.                 | Si Veo a Tu Mamá                            | Benito Martínez                                                                                            | Súbelo NEO, Elikai                         | 2:50 |
| 2.                 | La Difícil                                  | Martínez, Gabriel Mora, Jose Cruz, Freddy Montalvo, Jesus Prato                                            | Súbelo NEO, Lennex, Mora                   | 2:43 |
| 3.                 | Pero Ya No                                  | Martínez, Cruz, Montalvo, Dylan Cleary-Krell, Emanuel Gonzalez                                             | Súbelo NEO, EMG, Dez Wright                | 2:40 |
| 4.                 | La Santa (met Daddy Yankee)                 | Martínez, Ramon Ayala, Marco Masis                                                                         | Tainy                                      | 3:26 |
| 5.                 | Yo Perreo Sola                              | Martínez, Cruz, Montalvo, Marco Masis, Genesis Rios-Serrano                                                | Bad Bunny, Tainy, Súbelo NEO               | 2:52 |
| 6.                 | Bichiyal (met Yaviah)                       | Martínez, Ernesto Padilla, Cruz, Montalvo, Javier Marcano                                                  | Nesty, Súbelo NEO                          | 3:16 |
| 7.                 | Soliá                                       | Martínez, Mora, Cruz, Montalvo, Etienne Gagnon, Steve Martinez                                             | Súbelo NEO, Demy & Clipz, Mora             | 2:39 |
| 8.                 | La Zona                                     | Martínez, Egbert Rosa, Carlos Ortiz, Juan Ortiz, Nino Segarra                                              | Chris Jedi, Gaby Music, Haze, Dímelo Ninow | 2:16 |
| 9.                 | Que Malo (met Ñengo Flow)                   | Martínez, Edwin Rosa, Abner Boria, Michael Masis                                                           | Mvsis, Jota Rosa                           | 2:47 |
| 10.                | Vete                                        | Martínez, Ivaniel Ortiz, Cruz, Montalvo, Cesar Batista-Escalera, Edgar Semper-Vergas, Xavier Semper-Vergas | Súbelo NEO, Hazen                          | 3:12 |
| 11.                | Ignorantes (met Sech)                       | Martínez, Eduardo Soteldo, Sr., Carlos Morales, orge Valdes                                                | Dímelo Flow, Soteldo Beats                 | 3:30 |
| 12.                | A Tu Merced                                 | Martínez, Henry De La Prida, Cruz, Montalvo, Ezequiel Rivera                                               | EZ Made da Beat, Prida, Súbelo NEO         | 2:55 |
| 13.                | Una Vez (met Mora)                          | Martínez, Mora, Cruz, Montalvo, Nicolas Jana                                                               | Taiko                                      | 3:52 |
| 14.                | Safaera (met Jowell & Randy en Ñengo Flow)  | Sly Dunbar, Martínez, Lloyd Willis, Cruz, Montalvo, Melissa Elliot                                         | Tainy, DJ Orma                             | 4:55 |
| 15.                | 25/8                                        | Martínez, Cruz, Montalvo, Kaled Rivera, Ben Sturdivant, Felix Rodriguez, Jason Garcia                      | Súbelo NEO, Hide Miyabi, Based1, Elikai    | 4:03 |
| 16.                | Está Cabrón Ser Yo (met Anuel AA)           | Martínez, Emmanuel Gazmey, Frank Packer, Harald Sorebo                                                     | Payday, Frank King                         | 3:47 |
| 17.                | Puesto Pa' Guerrial (met Myke Towers)       | Martínez, I. Ortiz, Cruz, Montalvo, Michael Torres                                                         | Súbelo NEO, Hazen                          | 3:10 |
| 18.                | P FKN R (met Kendo Kaponi and Arcángel)     | Martínez, Charles Ocansey, Frederik Thrane, Jose Rivera, Austin Santos                                     | The Skybeats, Forthenight                  | 4:18 |
| 19.                | Hablamos Mañana (met Duki en Pablo Chill-E) | Martínez, Marco Masis, Pablo Acevedo, Mauro Lombardo, Carlos Melendez                                      | Tainy, Albert Hype                         | 4:00 |
| 20.                | <3                                          | Martínez, Marco Masis, Melendez                                                                            | Tainy, Albert Hype                         | 2:37 |
| Totale duur: 65:48 |                                             | |                                            |      |